# Twarz człowieka

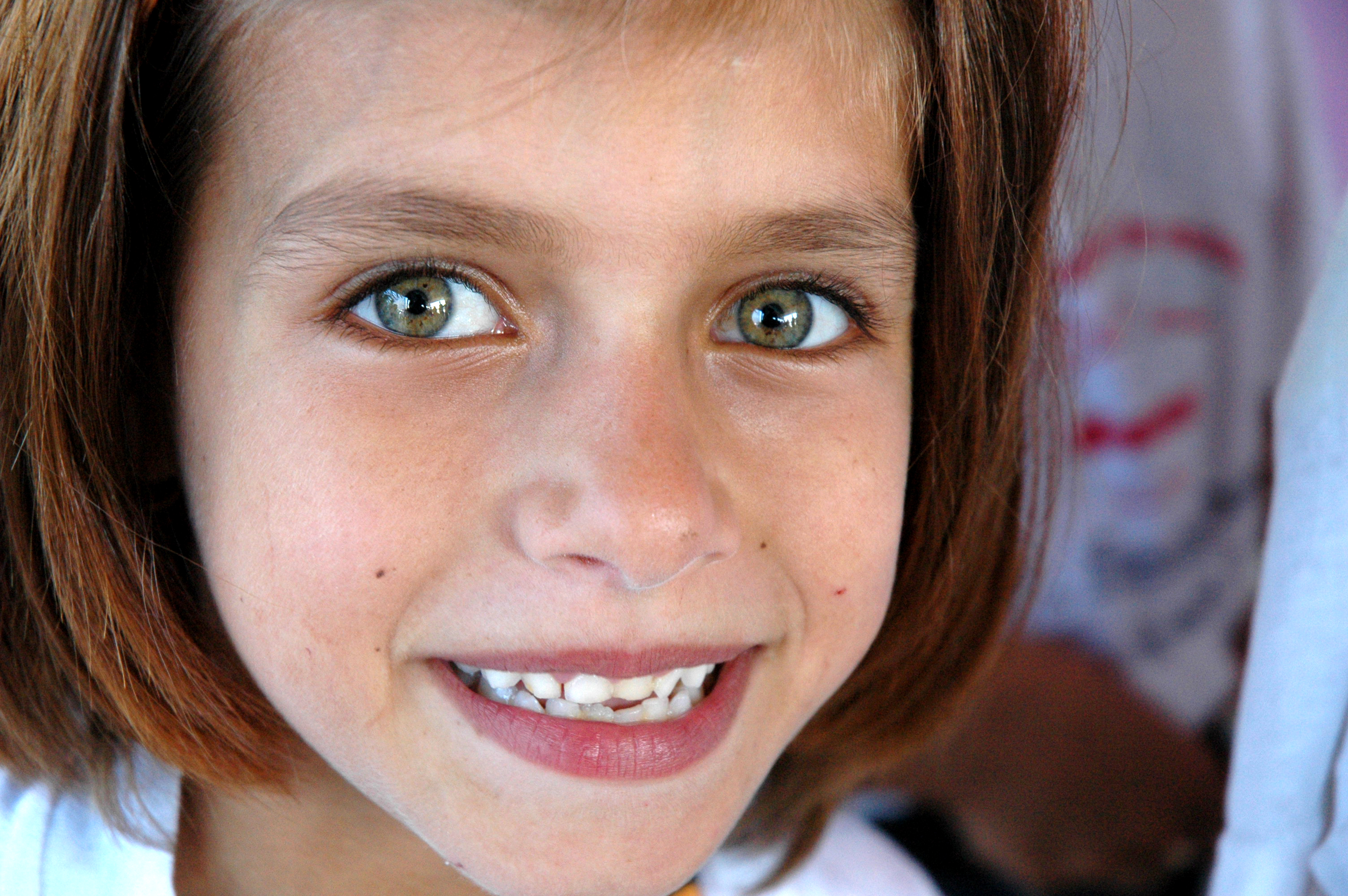
Twarz dziecka

Twarz – przednia część głowy człowieka. Składa się z czoła, brwi, oczu, nosa, policzków, ust i podbródka. Jako najbardziej indywidualna część ciała jest ważnym elementem tożsamości człowieka – jej zdjęcie znajduje się zazwyczaj w dokumentach tożsamości: dowód osobisty, paszport oraz wielu innych: prawo jazdy, legitymacja szkolna itp. 
Charakterystyczne cechy twarzy są często wyolbrzymiane w karykaturach. Twarz jest również niezbędna do mimiki.

## Antropologia fizyczna
Wskaźnik twarzowy – jeden ze wskaźników antropologicznych, wielkość używana przy antropologicznych pomiarach twarzy; dzieli się na dwa rodzaje:
- wskaźnik twarzowy całkowity – stosunek pełnej wysokości twarzy do szerokości twarzy
- wskaźnik górnotwarzowy – stosunek górnej wysokości twarzy do szerokości twarzy

Wskaźnik górnotwarzowy:
- poniżej 44,9 (mierzony na czaszce) lub 42,9 (mierzony na głowie osobników żywych). Górna część twarzy bardzo szeroka i bardzo krótka (hypereurien).
- między 45 a 49,9 (mierzony na czaszce) lub między 43 a 47,9 (mierzony na głowie osobników żywych). Górna część twarzy szeroka lub krótka, albo posiadająca obydwie wartości (eurien).
- między 50 a 54,9 (mierzony na czaszce) lub 48 a 52,9 (mierzony na głowie osobników żywych). Górna część twarzy średnio szeroka i średnio krótka (mesen).
- między 55 a 59,9 (mierzony na czaszce) lub między 53 a 56,9 (mierzony na głowie osobników żywych). Górna część twarzy długa i wąska (lepten).
- powyżej 60 (mierzony na czaszce) lub powyżej 57 (mierzony na głowie osobników żywych). Górna część twarzy bardzo długa i bardzo wąska (hyperlepten).

Wskaźnik twarzowy całkowity:
- poniżej 78,9 (mierzony na głowie osobników żywych) lub poniżej 79,9 (mierzony na czaszce). Twarz bardzo szeroka i bardzo krótka (hypereuryprosopus).
- między 79 a 83,9 (mierzony na głowie osobników żywych) lub między 80 a 84,9 (mierzony na czaszce). Twarz szeroka i krótka (euryprosopus).
- między 84 a 87,9 (mierzony na głowie osobników żywych) lub 85 a 89,9 (mierzony na czaszce). Twarz średnio szeroka i średnio krótka (mesoprosopus).
- między 88 a 92,9 (mierzony na głowie osobników żywych) lub 90 a 94,9 (mierzony na czaszce). Twarz długa i wąska (leptoprosopus).
- powyżej 93 (mierzony na głowie osobników żywych) lub 95 (mierzony na czaszce). Twarz bardzo długa i bardzo wąska (hyperleptoprosopus).

## Genetyka
W 2012 odkryto zespół 5 genów (PRDM16, PAX3, TP63, C5orf50 i COL17A1), które są związane z różnym wyglądem twarzy.